# Polyxenos (Philosoph)
Polyxenos war ein antiker griechischer Philosoph. Er lebte vermutlich im 4. Jahrhundert v. Chr. Die philosophiegeschichtliche Forschung ist sich uneinig, ob er der Strömung der Megariker zuzurechnen ist.

## Überlieferung
Die wichtigsten Quellen zu Polyxenos sind der zweite und der dreizehnte der fälschlich Platon zugeschriebenen Briefe sowie Alexander von Aphrodisias. Weitere Zeugnisse finden sich bei Plutarch, Diogenes Laertios und im Gnomologium Vaticanum.

## Leben
Polyxenos’ Lebensdaten sind unbekannt. In den pseudo-platonischen Briefen finden sich die Angaben, dass er mit Helikon von Kyzikos und Bryson von Herakleia verkehrte sowie dass ihn Platon gegen Ende der 360er Jahre als in dialektischen Gesprächen geübten Diskussionspartner für Dionysios II. nach Syrakus sandte.

## Lehre
Es ist zu vermuten, dass Polyxenos später verloren gegangene Schriften verfasst hat. Möglicherweise ist er mit einem gleichnamigen Rhetor, der eine Rede Für das Heiligtum auf Delos verfasste, identisch.
Polyxenos beteiligte sich an der seit etwa 360 v. Chr. im Umfeld der platonischen Akademie ausgetragenen Auseinandersetzung um Platons Ideenlehre. Alexander von Aphrodisias berichtet, dass er sich gegen die Ideenlehre gerichtet und ein Argument vorgetragen hat, das nach Alexander eines der drei Argumente war, die er zusammengenommen mit dem Namen „Der dritte Mensch“ belegte. Gemeinsam ist ihnen die Behauptung, aus der gleichzeitigen Annahme einzelner Menschen und einer Idee des Menschen ergäbe sich die Konsequenz, darüber hinaus einen „dritten Menschen“ anzunehmen. Das erste Argument wurde vor allem durch Aristoteles formuliert, das zweite von den Sophisten. Das dritte, von Polyxenos stammende, lautet: „Wenn der Mensch gemäss einer Teilhabe und einem Teilsein an der Idee und dem Menschen selbst existiert, dann muss es einen Menschen geben, der sein Sein im Hinblick auf die Idee hat. Nun existiert aber weder der Mensch selbst als das, was die Idee ist, gemäss einer Teilhabe an der Idee noch der beliebige Einzelmensch. Es bleibt mithin nur übrig, dass es ein anderer, dritter Mensch ist, der sein Sein in Beziehung zur Idee hat.“ Da weitere Zeugnisse fehlen und Alexander die zitierte Stelle nicht weiter erörtert, ist eine Interpretation des Arguments nur schwer möglich.
Die Forschung ist sich uneinig, ob Polyxenos zu den Megarikern zu zählen ist. Befürworter der Zugehörigkeit, etwa Kurt von Fritz (1931) und Robert Muller (1985), berufen sich auf seinen Umgang mit Bryson von Herakleia. Ihnen widerspricht beispielsweise Gabriele Giannantoni (1990). Klaus Döring (1998) hält eine Entscheidung in dieser Frage aufgrund der spärlichen antiken Zeugnisse für unmöglich.